# Филеп Карма
Филеп Якоб Самюэль Карма, более известен как Филеп Карма (индон. Filep Jacob Semuel Karma; 14 августа 1959 — 1 ноября 2022) — борец за независимость Папуа. 1 декабря 2004 года участвовал в поднятии флага «Утренняя звезда», из-за чего был обвинён в государственной измене и был осуждён на 15 лет заключения. В ноябре 2015 года вышел на свободу.

## Биография
Родился в 1959 году в Джаяпуре, Папуа. Карма воспитывался в семье политика. Его отец, Андреас Карма, был государственным служащим, получившим образование у голландцев, которые продолжали работать в индонезийском правительстве после обретения независимости, выступая в качестве регента Вамена, Констант Карма, один из двоюродных братьев Филепа был заместителем губернатора Папуа.

## Поднятие флага «Утренняя звезда»

Флаг «Утренняя звезда»

Когда Карма вернулся из Манилы, он обнаружил, что Ява охватила протесты против президента Сухарто. Он начал участвовать в протестном движении и начал выступать за отделение Папуа от Индонезии.
2 июля 1998 года он возглавил церемонию поднятия флага «Утренняя звезда» в Биаке, после чего активисты столкнулись с полицией, в результате чего получили ранения десятки офицеров. Индонезийские военные оккупировали остров Биак четыре дня спустя разогнали активистов; Карма утверждал, что более 100 протестующих были убиты и захоронены на близлежащих островах, хотя точное число погибших неизвестно.
1 декабря 2004 года он участвовал во второй церемонии поднятия флага, отмечая годовщину независимости Папуа от голландцев. Считалось, что индонезийские силы безопасности стреляли в толпу, убивая активистов, добившихся независимости, а Карма снова была арестован по обвинению в государственной измене за поднятие флага «Утренняя звезда». Суд приговорил Карму к 15 годам тюремного заключения.